# Sibiu Cycling Tour 2024
Il Sibiu Cycling Tour 2024, quattordicesima edizione della manifestazione e valido come prova dell'UCI Europe Tour 2024 categoria 2.1, si svolse dal 6 al 9 luglio 2024 su un percorso di 673,9 km, suddiviso in 3 tappe più 2 semitappe, con partenza e arrivo a Sibiu, in Romania. La vittoria fu appannaggio del tedesco Florian Lipowitz, il quale completò il percorso in 16h05'33", alla media di 41,88  km/h, precedendo il norvegese Andreas Leknessund e il neozelandese George Bennett.
Sul traguardo di Sibiu 127 ciclisti, dei 145 partenti, portarono a termine la competizione.

## Tappe
| Tappa  | Data     | Percorso                          | km    | Vincitore di tappa | Leader cl. generale |
| ------ | -------- | --------------------------------- | ----- | ------------------ | ------------------- |
| 1ª     | 6 luglio | Sibiu > Păltiniș                  | 167,5 | Andreas Leknessund | Andreas Leknessund  |
| 2ª-1ª  | 7 luglio | Sibiu > Sibiu                     | 103   | Riley Pickrell     | Andreas Leknessund  |
| 2ª-2ª  | 8 luglio | Sibiu > Sibiu (cron. individuale) | 3,2   | Max Walker         | Andreas Leknessund  |
| 3ª     | 9 luglio | Sibiu > Lago Bâlea                | 207,3 | Jonathan Caicedo   | Florian Lipowitz    |
| 4ª     | 9 luglio | Sibiu > Sibiu                     | 192,9 | Giacomo Nizzolo    | Florian Lipowitz    |
| Totale | Totale   | Totale                            | 673,9 |                    |                     |

## Squadre e corridori partecipanti
| N.      | Cod. | Squadra                            |
| ------- | ---- | ---------------------------------- |
| 1-6     | Q36  | Q36.5 Pro Cycling Team             |
| 11-16   | RBH  | Red Bull-Bora-Hansgrohe            |
| 21-26   | LTD  | Lotto Dstny                        |
| 31-36   | UXM  | Uno-X Mobility                     |
| 41-46   | IPT  | Israel-Premier Tech                |
| 51-55   | COR  | Corratec Vini Fantini              |
| 61-66   | TDT  | TDT-Unibet Cycling Team            |
| 71-76   | VSO  | Vini Monzon-Savini Due-OMZ         |
| 81-86   | MEN  | MENtoRISE MLMsuperstars            |
| 91-96   | PHV  | Parkhotel Valkenburg CT            |
| 101-105 | VWT  | VolkerWessels Cycling Team         |
| 111-116 | VSC  | Victoria Sports Pro Cycling Team   |
| 121-126 | GEF  | General Store-Essegibi-F.lli Curia |

| N.      | Cod. | Squadra                    |
| ------- | ---- | -------------------------- |
| 131-136 | MCT  | MyVelo Pro Cycling Team    |
| 141-145 | RSW  | Team Felt Felbermayr       |
| 151-156 | RNO  | Rad-Net Oßwald             |
| 161-166 | AQD  | Astana Qazaqstan DT        |
| 171-175 | PTL  | Petrolike                  |
| 181-186 | SPC  | Saint Piran                |
| 191-196 | XSU  | XSpeed United Continental  |
| 201-206 | BAI  | Bike Aid                   |
| 211-216 | UNI  | Universe Cycling Team      |
| 221-226 | TER  | Technipes #inEmiliaRomagna |
| 231-236 | ROM  | Romania                    |
| 241-246 | MEX  | Messico                    |

## Dettagli delle tappe

### 1ª tappa
- 6 luglio: Sibiu > Păltiniș - 167,5 km

Risultati
| Pos. | Corridore          | Squadra  | Tempo    |
| ---- | ------------------ | -------- | -------- |
| 1    | Andreas Leknessund | Uno-X    | 4h14'36" |
| 2    | Florian Lipowitz   | Red Bull | s.t.     |
| 3    | George Bennett     | Israel   | s.t.     |

| Pos. | Corridore          | Squadra  | Tempo    |
| ---- | ------------------ | -------- | -------- |
| 1    | Andreas Leknessund | Uno-X    | 4h14'26" |
| 2    | Florian Lipowitz   | Red Bull | a 4"     |
| 3    | George Bennett     | Israel   | a 6"     |

### 2ª tappa - 1ª semitappa
- 7 luglio: Sibiu > Sibiu - 103 km

Risultati
| Pos. | Corridore       | Squadra | Tempo    |
| ---- | --------------- | ------- | -------- |
| 1    | Riley Pickrell  | Israel  | 2h20'17" |
| 2    | Giacomo Nizzolo | Q36.5   | s.t.     |
| 3    | Roger Kluge     | Rad-Net | s.t.     |

| Pos. | Corridore          | Squadra  | Tempo    |
| ---- | ------------------ | -------- | -------- |
| 1    | Andreas Leknessund | Uno-X    | 6h34'43" |
| 2    | Florian Lipowitz   | Red Bull | a 4"     |
| 3    | George Bennett     | Israel   | a 6"     |

### 2ª tappa - 2ª semitappa
- 7 luglio: Sibiu > Sibiu cronometro individuale - 3,2 km

Risultati
| Pos. | Corridore     | Squadra   | Tempo |
| ---- | ------------- | --------- | ----- |
| 1    | Max Walker    | Astana DT | 4'22" |
| 2    | Joren Bloem   | TDT       | a 2"  |
| 3    | Szymon Sajnok | Q36.5     | a 4"  |

| Pos. | Corridore          | Squadra  | Tempo    |
| ---- | ------------------ | -------- | -------- |
| 1    | Andreas Leknessund | Uno-X    | 6h39'11" |
| 2    | Florian Lipowitz   | Red Bull | a 3"     |
| 3    | George Bennett     | Israel   | a 18"    |

### 3ª tappa
- 8 luglio: Sibiu > Lago Bâlea - 107,3 km

Risultati
| Pos. | Corridore           | Squadra   | Tempo    |
| ---- | ------------------- | --------- | -------- |
| 1    | Jonathan Caicedo    | Petrolike | 5h08'44" |
| 2    | Lennert Van Eetvelt | Lotto     | a 11"    |
| 3    | Florian Lipowitz    | Red Bull  | a 14"    |

| Pos. | Corridore        | Squadra  | Tempo     |
| ---- | ---------------- | -------- | --------- |
| 1    | Florian Lipowitz | Red Bull | 11h48'07" |
| 2    | A. Leknessund    | Uno-X    | a 20"     |
| 3    | George Bennett   | Israel   | a 38"     |

### 4ª tappa
- 9 luglio: Sibiu > Sibiu - 192,9 km

Risultati
| Pos. | Corridore       | Squadra       | Tempo    |
| ---- | --------------- | ------------- | -------- |
| 1    | Giacomo Nizzolo | Q36.5         | 4h17'26" |
| 2    | Riley Pickrell  | Israel        | s.t.     |
| 3    | Finn Crockett   | VolkerWessels | s.t.     |

| Pos. | Corridore        | Squadra  | Tempo     |
| ---- | ---------------- | -------- | --------- |
| 1    | Florian Lipowitz | Red Bull | 16h05'33" |
| 2    | A. Leknessund    | Uno-X    | a 20"     |
| 3    | George Bennett   | Israel   | a 38"     |

## Evoluzione delle classifiche
| Tappa              | Vincitore          | Classifica generale Maglia gialla | Classifica a punti Maglia Blu | Classifica scalatori Maglia bianca | Classifica giovani Maglia pois | Classifica sprint Maglia verde | Classifica miglior rumeno Maglia rossa | Classifica a squadre    |
| ------------------ | ------------------ | --------------------------------- | ----------------------------- | ---------------------------------- | ------------------------------ | ------------------------------ | -------------------------------------- | ----------------------- |
| 1ª                 | Andreas Leknessund | Andreas Leknessund                | Andreas Leknessund            | Florian Lipowitz                   | Matthew Riccitello             | Sam Gademan                    | Andrei Carbunarea                      | Red Bull-Bora-Hansgrohe |
| 2ª/1ª              | Riley Pickrell     | Andreas Leknessund                | Andreas Leknessund            | Florian Lipowitz                   | Emil Herzog                    | Sam Gademan                    | Andrei Carbunarea                      | Red Bull-Bora-Hansgrohe |
| 2ª/2ª              | Max Walker         | Andreas Leknessund                | Andreas Leknessund            | Florian Lipowitz                   | Emil Herzog                    | Sam Gademan                    | Andrei Carbunarea                      | Red Bull-Bora-Hansgrohe |
| 3ª                 | Jonathan Caicedo   | Florian Lipowitz                  | Joren Bloem                   | Florian Lipowitz                   | Matthew Riccitello             | Sam Gademan                    | Andrei Carbunarea                      | Lotto Dstny             |
| 4ª                 | Giacomo Nizzolo    | Florian Lipowitz                  | Joren Bloem                   | Florian Lipowitz                   | Matthew Riccitello             | Sam Gademan                    | Andrei Carbunarea                      | Lotto Dstny             |
| Classifiche finali | Classifiche finali | Florian Lipowitz                  | Joren Bloem                   | Florian Lipowitz                   | Matthew Riccitello             | Sam Gademan                    | Andrei Carbunarea                      | Lotto Dstny             |

Maglie indossate da altri ciclisti in caso di due o più maglie vinte
- Nella 2ª tappa - 1ª semitappa George Bennett ha indossato la maglia blu al posto di Andreas Leknessund.
- Nella 2ª tappa - 2ª semitappa Riley Pickrell ha indossato la maglia blu al posto di Andreas Leknessund.
- Nella 3ª tappa Max Walker ha indossato la maglia blu al posto di Andreas Leknessund.
- Nella 4ª tappa Jonathan Caicedo ha indossato la maglia bianca al posto di Florian Lipowitz.

## Classifiche finali

### Classifica generale - Maglia gialla
| Pos. | Corridore           | Squadra  | Tempo     |
| ---- | ------------------- | -------- | --------- |
| 1    | Florian Lipowitz    | Red Bull | 16h05'33" |
| 2    | Andreas Leknessund  | Uno-X    | a 20"     |
| 3    | George Bennett      | Israel   | a 38"     |
| 4    | Lennert Van Eetvelt | Lotto    | a 1'12"   |
| 5    | Sylvain Moniquet    | Lotto    | a 1'19"   |
| 6    | Matthew Riccitello  | Israel   | a 1'20"   |
| 7    | Lander Loockx       | TDT      | a 1'28"   |
| 8    | Eduardo Sepúlveda   | Lotto    | a 1'33"   |
| 9    | Sergio Higuita      | Red Bull | a 1'34"   |
| 10   | Mark Donovan        | Q36.5    | s.t.      |

### Classifica a punti - Maglia blu
| Pos. | Corridore        | Squadra       | Punti |
| ---- | ---------------- | ------------- | ----- |
| 1    | Joren Bloem      | TDT           | 61    |
| 2    | Riley Pickrell   | Israel        | 45    |
| 3    | Giacomo Nizzolo  | Q36.5         | 45    |
| 4    | Florian Lipowitz | Red Bull      | 41    |
| 5    | Sam Gademan      | VolkerWessels | 36    |

### Classifica scalatori - Maglia bianca
| Pos. | Corridore           | Squadra    | Punti |
| ---- | ------------------- | ---------- | ----- |
| 1    | Florian Lipowitz    | Red Bull   | 30    |
| 2    | Jonnathan Caicedo   | Petrolike  | 20    |
| 3    | Lennert Van Eetvelt | Lotto      | 20    |
| 4    | Riccardo Biondani   | Gen. Store | 16    |
| 5    | George Bennett      | Israel     | 16    |

### Classifica giovani - Maglia a pois
| Pos. | Corridore          | Squadra    | Tempo     |
| ---- | ------------------ | ---------- | --------- |
| 1    | Matthew Riccitello | Israel     | 16h06'53" |
| 2    | Ludovico Crescioli | Technipes  | a 3'19"   |
| 3    | Otto van Zanden    | Parkhotel  | a 7'08"   |
| 4    | Michele Berasi     | Gen. Store | a 12'56"  |
| 5    | Dylan Humber-Kelly | XSpeed     | a 13'05"  |

### Classifica sprint - Maglia verde
| Pos. | Corridore          | Squadra         | Punti |
| ---- | ------------------ | --------------- | ----- |
| 1    | Sam Gademan        | VolkerWessels   | 64    |
| 2    | Joren Bloem        | TDT             | 40    |
| 3    | Christian Scaroni  | Astana DT       | 20    |
| 4    | Ludovico Crescioli | Technipes       | 16    |
| 5    | Nícolas Sessler    | Victoria Sports | 15    |

### Classifica miglior rumeno - Maglia rossa
| Pos. | Corridore         | Squadra   | Tempo     |
| ---- | ----------------- | --------- | --------- |
| 1    | Andrei Carbunarea | Romania   | 16h20'56" |
| 2    | Emil Dima         | Romania   | a 5'19"   |
| 3    | Tudor Cazaceanu   | Romania   | a 7'20"   |
| 4    | Ioan Dobrin       | MENtoRISE | a 7'28"   |
| 5    | Mihnea-A. Harasim | Romania   | a 12'45"  |

### Classifica a squadre
| Pos. | Squadra                 | Tempo     |
| ---- | ----------------------- | --------- |
| 1    | Lotto Dstny             | 48h20'34" |
| 2    | Israel-Premier Tech     | a 7'32"   |
| 3    | Red Bull-Bora-Hansgrohe | a 8'13"   |
| 4    | Q36.5 Pro Cycling Team  | a 14'18"  |
| 5    | TDT-Unibet              | a 17'03"  |